# Linda Fredriksson

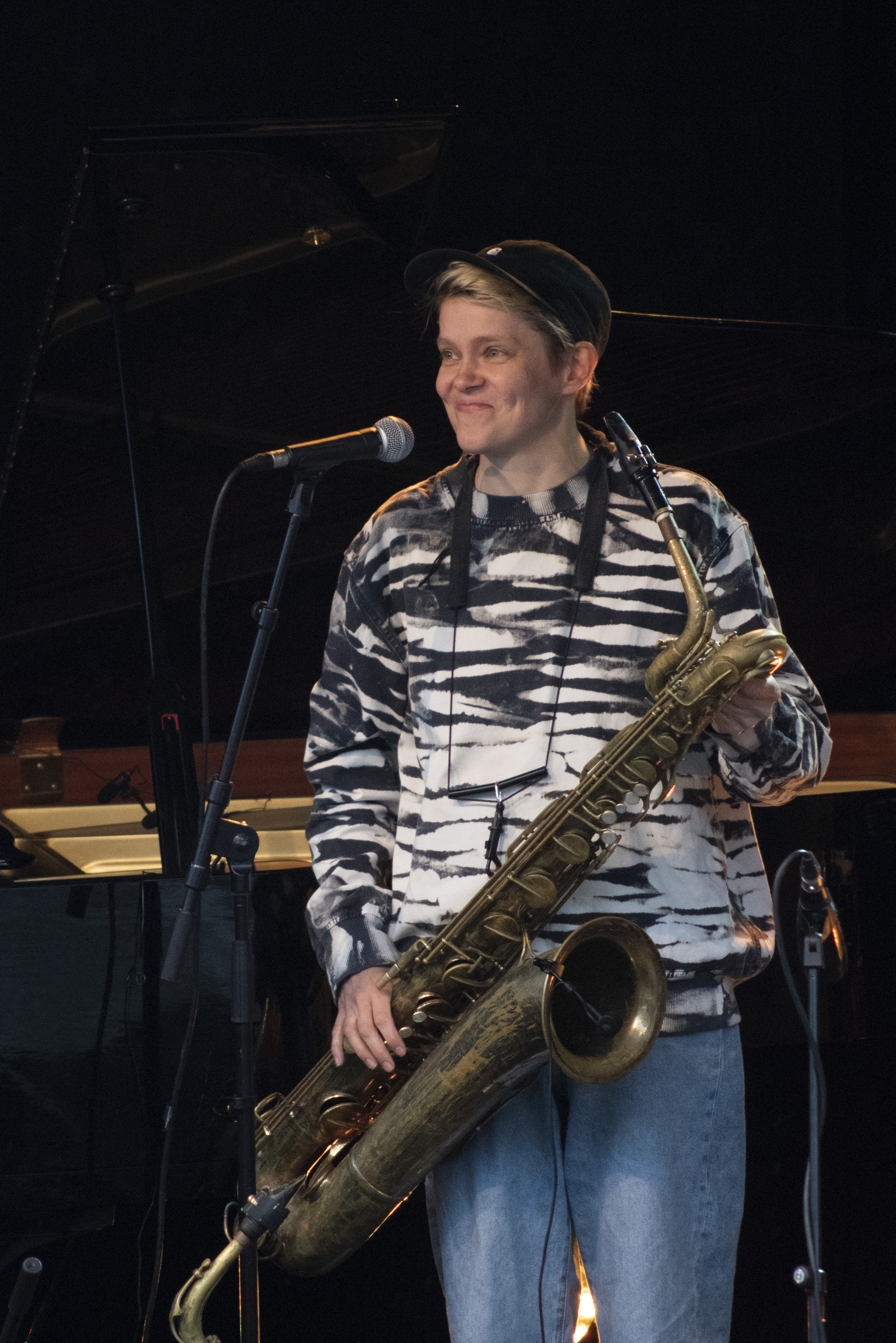
Linda Fredriksson (2022)

Linda Fredriksson (* 1985) ist eine finnische Person, die im Bereich der Jazzmusik (Bariton- und Altsaxophon, weiterhin Flöte, Bassklarinette, Komposition) tätig ist.

## Wirken
Fredriksson studierte am Pop & Jazz Konservatorio in Helsinki und am Conservatorium van Amsterdam. 2014 absolvierte Fredriksson ein Studium an der Sibelius-Akademie mit einem Master-Abschluss.
Frederiksson trat schon früh im European Jazz Orchestra auf, wurde aber in Finnland zunächst durch die Arbeit bei den Northern Governors, vor allem aber als Baritonsaxophon der Ricky-Tick Big Band und mit dem seit 2009 bestehenden Mopo-Trio bekannt. Frederikssons Band stellt das Album Juniper (We Jazz 2021), das international von der Kritik stark beachtet wurde beim Tampere Jazz Happening 2021 vor; dieses Konzert wurde auch vom Deutschlandfunk gesendet. Weiterhin hat Frederiksson mit Musikern wie Timo Lassy, Raoul Björkenheim und Jimi Tenor gespielt. Auch komponierte Frederiksson Musik für Theater, Performance-Kunst, Stummfilm-Aufführungen und eine Ausstellung.
In Finnland wurde Frederiksson mit dem Critics Spurs-Preis der finnischen Kritikervereinigung und dem Ted Curson Prize bei Pori Jazz ausgezeichnet. Das Mopo-Album Beibe (2014) gewann den finnischen Tonträgerpreis Emma als „bestes Jazzalbum“. 2022 erhielt Frederiksson den Teosto-Preis für das Album Juniper. Das Magazin Down Beat hat Frederiksson zwischen 2016 und 2019 viermal in Folge für seine Rising Star-Liste nominiert.

## Privates
Frederiksson ist nichtbinär und nutzt im Englischen they/them-Pronomen, für die es im Deutschen keine Entsprechung gibt.

## Diskographische Hinweise
- Kerkko Koskinen, Linda Fredriksson & UMO Helsinki Jazz Orchestra: Agatha 2 (We Jazz Records, 2023)